# Vanessa arilon
Vanessa arilon är en fjärilsart som beskrevs av Hans Fruhstorfer. Vanessa arilon ingår i släktet Vanessa och familjen praktfjärilar. Inga underarter finns listade i Catalogue of Life.